# Chalinolobus morio
Chalinolobus morio is een vleermuis uit het geslacht Chalinolobus die voorkomt in Midden en Zuid-Australië. De verspreiding loopt langs de kust en in het binnenland van Zuidwest-West-Australië tot de omgeving van Townsville in Queensland en in het binnenland in nog twee populaties: de Pilbara van West-Australië en langs de grens van het Noordelijk Territorium en Zuid-Australië.
De vacht is bruin (sommige populaties uit het binnenland hebben een lichtere vacht). Het dier heeft korte, ronde oren en een brede bek. De staartlengte bedraagt 39 tot 49 mm, de voorarmlengte 35 tot 39 mm, de oorlengte 9 tot 10 mm en het gewicht 5,5 tot 10,3 g. Hij slaapt in boomholtes, gebouwen en af en toe grotten. Het dier eet vliegende insecten. In oktober of november worden een of twee jongen geboren.